# Hanna Bekker vom Rath

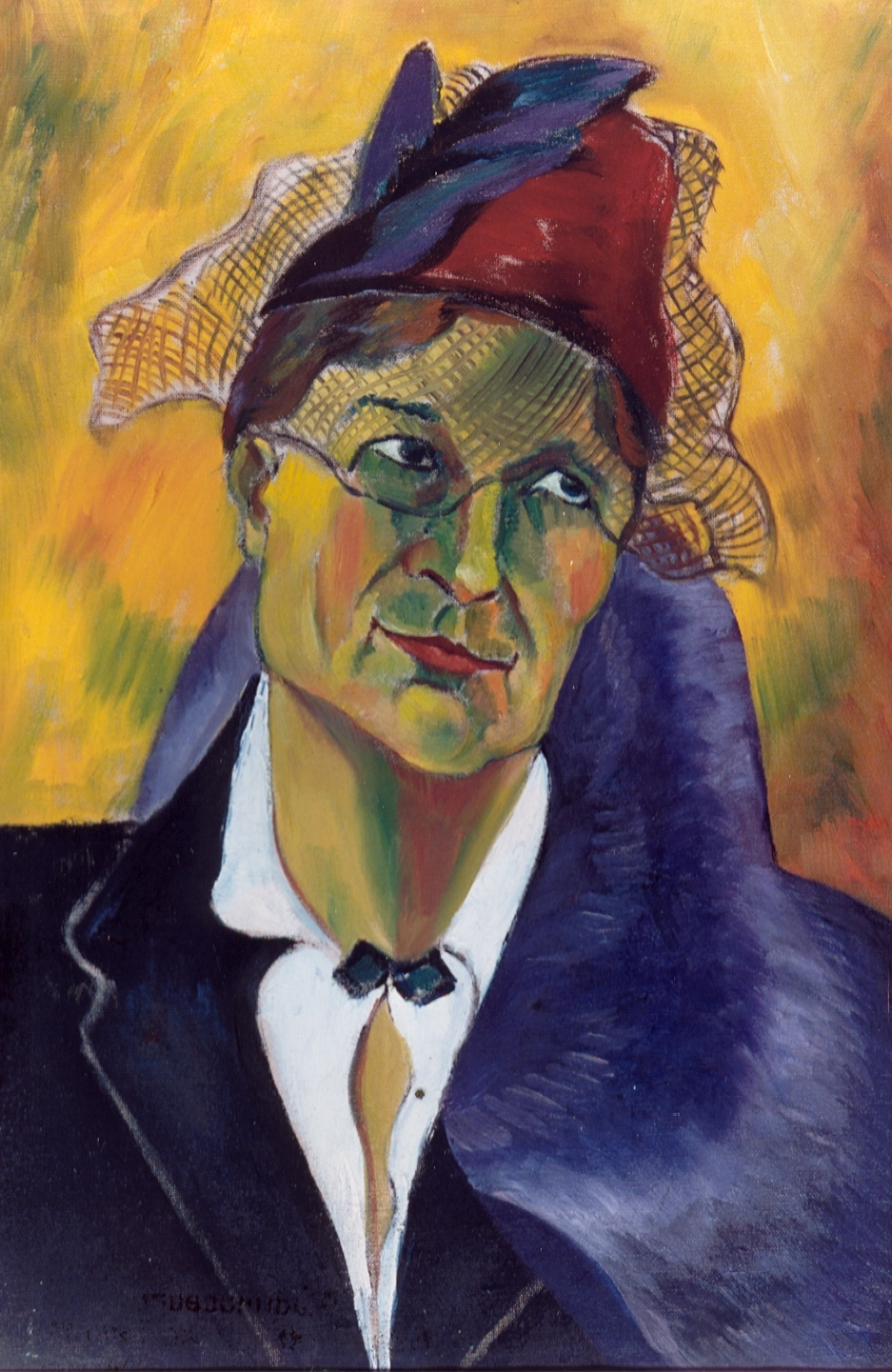
Selbstporträt mit Hut (um 1948)

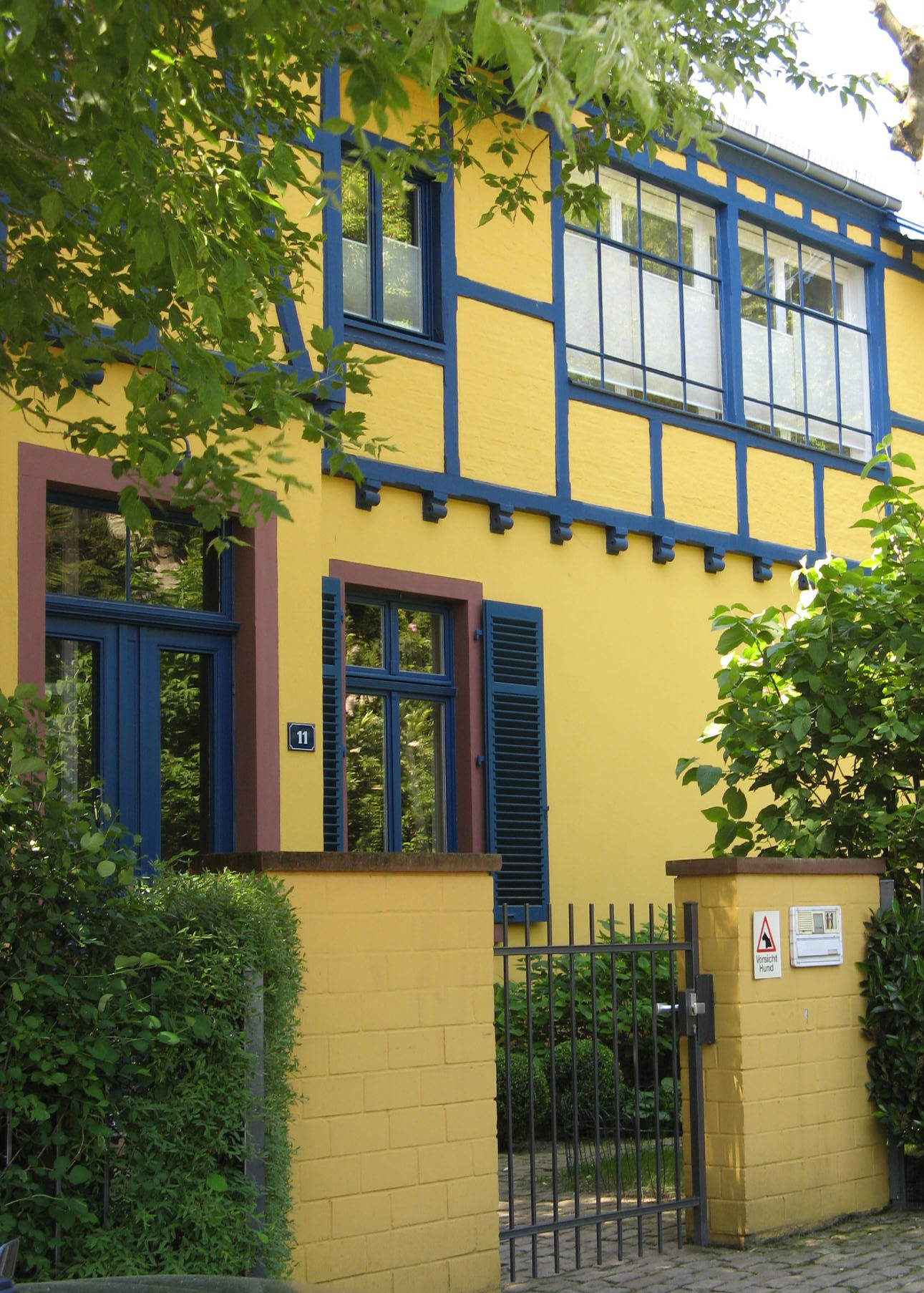
Das Blaue Haus, Wohnsitz von Hanna Bekker vom Rath bis 1983, Kapellenstraße 11 in Hofheim am Taunus

Hanna Bekker vom Rath (* 7. September 1893 in Frankfurt am Main als Johanna Emy Adele vom Rath; † 8. August 1983 in Bad Nauheim) war eine deutsche Malerin, Sammlerin und Kunsthändlerin.

## Leben

### Jugend
Hanna vom Rath war eine Tochter des Frankfurter Industriellen Walther vom Rath und seiner Frau Maximiliane geb. Meister. Sie war somit eine Enkelin von Wilhelm Meister, einem der Gründer der Farbwerke Hoechst, und Urenkelin des Malers Jakob Becker. Sie führte ihren Geburtsnamen Hanna vom Rath bis zu ihrer Heirat mit Paul Bekker, hieß von da an korrekt nur Hanna Bekker und unterschrieb auch Briefe mit diesem Namen. Ihr Geburtsname vom Rath war aber unter ihren Künstlerfreunden bekannt, und man fügte ihn gern dem bürgerlichen Namen hinzu. Mit der Firmierung des Frankfurter Kunstkabinetts Hanna Bekker vom Rath 1947 übernahm auch sie selbst den Doppelnamen für ihr öffentliches Auftreten.

### Künstlerische Anfänge
Früh entdeckte sie ihre Liebe zur Kunst und nahm privaten Mal- und Zeichenunterricht bei Marie Paquet-Steinhausen in Frankfurt, Ottilie Roederstein in Hofheim am Taunus und Ida Kerkovius in Stuttgart, die dem Kreis um Adolf Hölzel angehörte. Mit Ida Kerkovius verband sie eine lebenslange Freundschaft.

### Reisen mit Paul Bekker
Zurück in Frankfurt suchte sie die Orte auf, an denen sie die künstlerische Avantgarde sehen und ihren Vertretern oder deren Arbeiten begegnen konnte. Sie besuchte Ausstellungen der Kunsthandlung Ludwig Schames und begegnete ihrem späteren Ehemann Paul Bekker, der als Musikkritiker der Frankfurter Zeitung die zeitgenössische Musik besprach. Sie begleitete ihn zu Konzerten nach Berlin, München und machte sich an all diesen Orten mit der Gegenwartskunst vertraut.

### Künstlerfreundschaften
In den Zwanziger Jahren schloss sie Freundschaft unter anderem mit Ludwig Meidner, Alexej von Jawlensky, Karl Schmidt-Rottluff und Emy Roeder. Zunächst spontane Unterstützung einzelner Künstler verdichtete sich später zu anhaltender Mission. Sie kaufte Werke an, lud die Maler nach Hofheim in ihr Blaues Haus und führte sie dort mit Sammlern zusammen. 1929 gründete sie die Gesellschaft der Freunde der Kunst von Alexej von Jawlensky in Wiesbaden. Sie zählt neben Hedwig Brugmann, Mela Escherich und Lisa Kümmel zu den sogen. „Nothelferinnen“ des Künstlers. Jawlenskys Werkverzeichnis belegt ein Gemälde mit Widmung an Bekker vom Rath. Sie erhielt das Gemälde, die Variation: Von Frühling, Glück und Sonne, 1929 als Weihnachtsgeschenk. Einige Werke dieser Künstler, die einst im Besitz von Bekker vom Rath waren, sind heute im Besitz des Städel-Museums.

### Heimliche Ausstellungen
Die Kulturpolitik der Nationalsozialisten suchte von der Machtübernahme an moderne Kunst zurückzudrängen, verhinderte Ausstellungen und belegte Künstler mit Malverbot. Werke zeitgenössischer bildender Künstler wurden aus Museen entfernt, einige wurden verkauft, andere wurden in der Wander-Ausstellung „Entartete Kunst“ in herabsetzender Weise vorgeführt, der Rest sollte vernichtet werden und wurde auch vernichtet (abgesehen von Ausnahmen). Damals organisierte Hanna Bekker in ihrer Berliner Atelierwohnung in der Regensburger Straße heimliche Ausstellungen mit Werken der Verfemten. Sie folgte damit dem Beispiel couragierter Kunsthändler wie Günther Franke oder des inzwischen umstrittenen Ferdinand Möller und setzte dies bis zum Frühjahr 1943 fort.

### Nach Kriegsende: Galeriegründung und Reisen

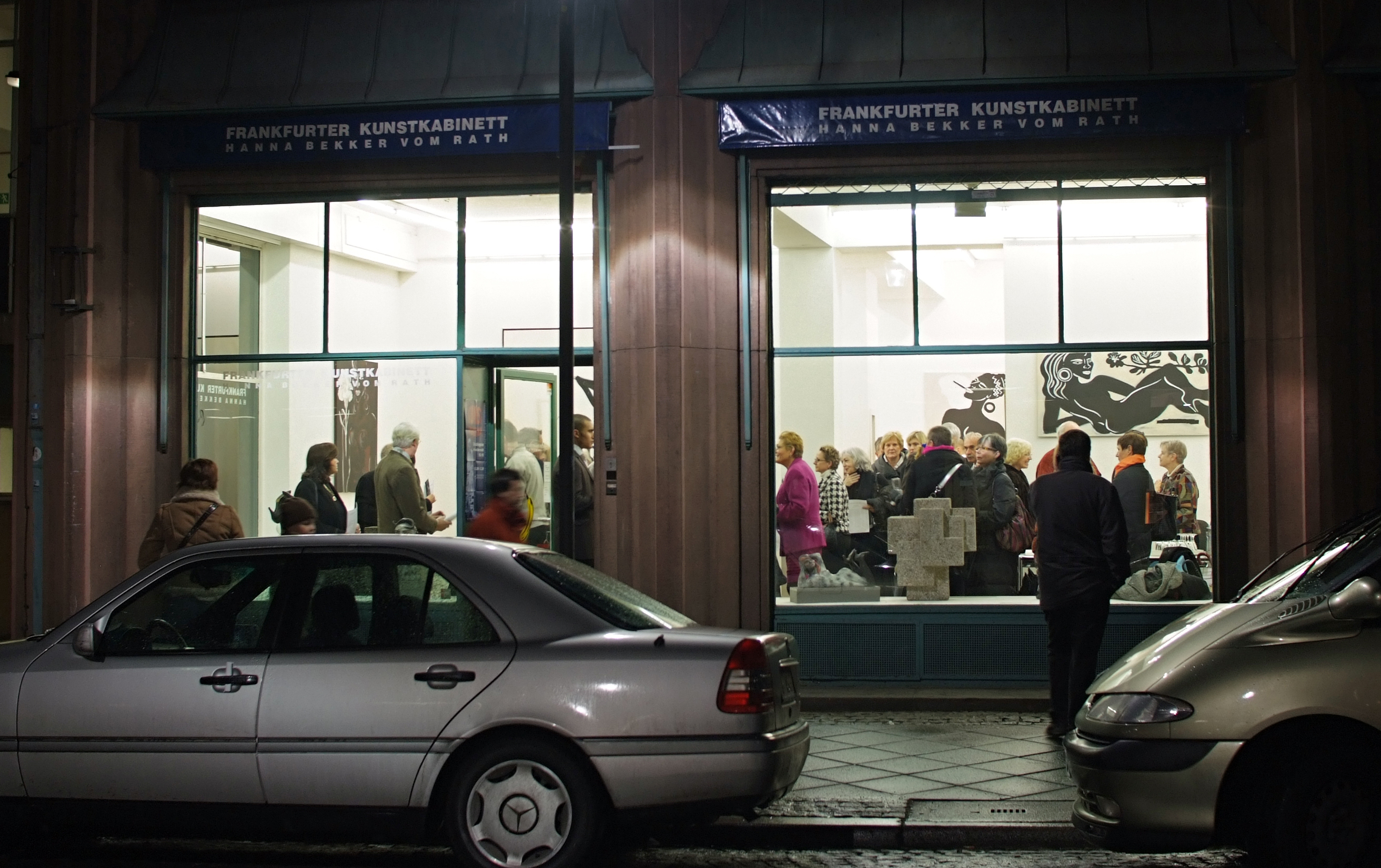
Frankfurter Kunstkabinett in der Braubachstraße, Februar 2009

1947 gründete sie das Frankfurter Kunstkabinett Hanna Bekker vom Rath, das zunächst den unter dem nationalsozialistischen Regime als entartet diffamierten Künstlerfreunden ein Forum bot. Zu ihrem Künstler- und Freundeskreis gehörten nun auch Ernst Wilhelm Nay, der sich 1945 bis 1952 in Hofheim niederließ, die Fotografin Marta Hoepffner, die dort ihre private Fotoschule eröffnete, sowie deren Lehrer Willi Baumeister. Auch Ludwig Meidner, aus dem Exil zurückgekehrt, lebte zwischen 1955 und 1963 in einem Stadtteil Hofheims. Zu den emigrierten Künstlern, Sammlern und Kunsthändlern nahm sie wieder Kontakt auf und stellte durch deren Berichte und bei ersten Reisen nach Frankreich und in die Schweiz fest, dass im Ausland viele Künstleremigranten durch die zwölf Jahre Diktatur in ihren Gastländern nicht wahrgenommen worden waren.

### „Botschafterin der Kunst“
Seit 1952 unternahm sie Reisen, auf denen sie die einst Verfemten und junge Künstler in Nord- und Südamerika, Südafrika, Indien, Griechenland und dem Nahen Osten präsentierte, und wurde so als „Botschafterin der Kunst“ bekannt.
Heute befindet sich ein Teil ihrer Privatsammlung deutscher Expressionisten mit Schwerpunkt Alexej von Jawlensky im Museum Wiesbaden. Das Stadtmuseum Hofheim am Taunus besitzt eine Sammlung von Hanna Bekkers eigenen Werken. Darüber hinaus widmet es sich in Ausstellungen und Katalogen ihrem Leben und Wirken. Mehrere ihrer Bilder befinden sich im Salzburger Museum Kunst der Verlorenen Generation.

## Ausstellungen (unvollständig)
- 1958: mit Martin Bloch; Frankfurter Kunstkabinett, Frankfurt/Main

- 1993: Die Malerin Hanna Bekker (1893–1983), Eine Ausstellung zu ihrem 100. Geburtstag, Stadtmuseum Hofheim am Taunus.
- 2013: Malerische Dialoge mit Hanna Bekker vom Rath, Stadtmuseum Hofheim am Taunus.
- 2024 Hanna  Bekker vom Rath. Eine Aufständische für die Moderne. Brücke-Museum Berlin und Kunstsammlungen am Theaterplatz, Chemnitz
- 2024: Meine liebe Hanna!, Stadtmuseum Hofheim am Taunus

## Auszeichnungen
- 1957: Goethe-Plakette des Landes Hessen
- 1963: Großes Bundesverdienstkreuz
- 1963: Ehrenplakette der Stadt Frankfurt am Main